# Тай Нгуйен
Тай Нгуйен (Западно плато) (на виетнамски: Tây Nguyên) е един от регионите, на които се дели Виетнам и се състои от пет отделни провинции. На север и изток регионът граничи с Нам Чунг Бо, на запад с Лаос и Камбоджа, а на юг с Донг Нам Бо.
Регионът е познат и с името Као Нгуйен Чунг Бо (на виетнамски: Cao Nguyên Trung Bộ), което буквално означава Вътрешно плато, а по време на Република Виетнам регионът е бил познат като Као Нгуйен Чунг Пхан (на виетнамски: Cao Nguyên Trung Phần).

## Малцинства
Тай Нгуйен е регионът с най-много представители на местните малцинства като с най-голяма численост с малай-полинезийските етнически групи джарай и еде, както и мон-кхмерските етноси бахнар и к'хор. Хората от малцинствата, живеещи в Централното плато често са наричани дегари (от френското Montagnard) – планински хора. Еквивалентът на виетнамски е тхуонг (на виетнамски: thượng). Виетнамските власти използват официалният термин Нгуой дан ток тхюе со (на виетнамски: Người dân tộc thiếu số), който буквално означава Хора от малцинствата. Поради значителната концентрация на малцинства в региона през последните 50 години местните народи водят постоянна борба за освобождаване на планинските земи от Виетнам.

## География
Тай Нгуен се дели на три субрегиона: Бак Тай Нгуйен (Северен), Трунг Тай Нгуйен (Централен) и Нам Тай Нгуйен (Южен).
Въпреки наименованието си Тай Нгуйен не е разположен на едно плато, а на поредица от няколко последователно свързани помежду си плата:
- Кон Тум (на виетнамски: Kon Tum) (500 m)
- Кон Плонг (на виетнамски: Kon Plông) (800 m)
- Кон Ха Нунг (на виетнамски: Kon Hà Nừng) (800 m)
- Плей Ку (на виетнамски: Plei Ku) (800 m)
- Мдрак (на виетнамски: Mdrak) (500 m)
- Дак Лак (на виетнамски: Đắk Lắk) (800 m)
- Мо Нонг (1000 m) (на виетнамски: Mơ Nông) (1000 m)
- Лам Виен (на виетнамски: Lâm Viên) (1500 m)
- Ди Лин (на виетнамски: Di Linh) (1000 m)

Всичките плата са заобиколени от Южните Анимски планини.
Средната височина от 500 – 600 m и предимно базалтовите почви в региона благоприятстват за отглеждането на кафе, какао, пипер, бяла черница, кашу и каучуково дърво. Кафето е най-важният продукт за икономиката на региона.
Тай Нгуйен е дом както на някои от най-известните, така и на някои от най-застрашени от изчезване животни не само във Виетнам, но и в цяла Югоизточна Азия: индокитайски тигър, голям гаур, див азиатски воден бик и индийски слон. Повечето от тях живеят в няколкото национални парка на територията на региона: Кат Тиен (на виетнамски: Vườn quốc gia Cát Tiên), Йок Дон (на виетнамски: Vườn quốc gia Yok Don) и Кон Ка Дин (на виетнамски: Vườn quốc gia Kon Ka Kinh).

## Провинции
| Провинция | На виетнамски | Столица       | Население | Площ         |
| --------- | ------------- | ------------- | --------- | ------------ |
| Дак Лак   | Dak Lak       | Буон Ма Тхуот | 1 737 600 | 13 139.2 km² |
| Дак Нонг  | Dak Nông      | Жиа Нгиа      | 407 300   | 6516.9 km²   |
| Жиа Лай   | Gia Lai       | Плей Ку       | 1 161 700 | 15 536.9 km² |
| Кон Тум   | Kon Tum       | Кон Тум       | 383 100   | 9690.5 km²   |
| Лам Донг  | Lâm Đồng      | Да Лат        | 1 179 200 | 9776.1 km²   |